# Canal de Jambelí
Canal de Jambelí är ett sund i Ecuador.   Det ligger i provinsen Guayas, i den sydvästra delen av landet, 400 km söder om huvudstaden Quito.